# Полігамні моделі в епідеміології
Поява та поширення інфекційних захворювань, являє собою складний механізм взаємодіючих факторів, таких як навколишнє середовище в якому розташовані хвороботворні мікроорганізми й організми, які їх переносять, а також внутрішня та зовнішня динаміка населення. 
Математичне моделювання в епідеміології дає змогу змоделювати появу й поширення хвороботворних мікроорганізмів. Для цього населення поділяють на певні групи осіб, залежно від стану здоров'я та рівня поширення збудника в популяції. Однією з базових моделей, яка була успішно дослідженою, стала модель Кермака-МакКендріка, побудована в 1927–1933 роках (оригінальні статті тих часів було передруковано 1991 року).
Ці моделі відомі як полігамні моделі в епідеміології, а також слугують базовими математичними моделями, які дають змогу зрозуміти складну динаміку та основні особливості цих систем. В найпростішому випадку населення поділяють на дві групи: сприйнятливих до захворювання осіб (позначають, як S — від англ. susceptible), та осіб інфікованих патогеном (позначають, як I — від англ. infected). Таким чином, патогенна взаємодія базується на феноменологічних припущеннях, на основі яких побудована математична модель. Для дослідження цих моделей використовують звичайні диференціальні рівняння (які є детермінованими), проте можна розглядати й стохастичні моделі (наприклад, модель Ґіллеспі). В подальшому використанні цих моделей, також описується кількість осіб, які одужали (позначають, як R — від англ. recovered).
Отримавши змогу моделювати поширення інфекційних патогенів у полігамних моделях, стає можливим спрогнозувати різні властивості патогену, наприклад, поширення (загальну кількість осіб інфікованих від епідемії) та тривалість епідемії. Крім того, стає можливим зрозуміти можливі наслідки епідемії за різних ситуацій, наприклад, в який спосіб найкраще проводити вакцинацію населення, за обмеженої кількості вакцин.

## Модель SIR

Анімована SIR модель поширення інфекційного захворювання

SIR модель включає поділ населення на три групи: S — кількість осіб сприйнятливих до захворювання, I — кількість інфікованих осіб та R — кількість осіб, які одужали й мають імунітет або загинули.
Ця модель не є складною при розв'язуванні й водночас дає змогу моделювати поширення багатьох інфекційних захворювань, в тому числі кору, ендемічного паротиту та краснухи, а також оцінити ефективність карантинних заходів різної тривалості. Крім того, SIR модель може використовуватися для моделювання динаміки антагоністичних протистоянь, а також як основа методології вирощування даних (Data Farming) для тренування і тестування нейронних мереж.
Для того, щоб показати, що значення S, I, R змінюються з часом (навіть якщо загальна чисельність населення залишається незмінною), їх слід позначити як залежні від часу функції S(t), I(t) та R(t). Ці функції будуть змінювати залежно від захворювання та популяції, щоб мати змогу спрогнозувати можливі спалахи й взяти їх під контроль.

Просторова SIR модель. Кожна клітина може заразити вісім сусідніх клітин.

## Детермінована біоматематична SIR модель

### SIR модель, без врахування життєвого циклу населення

Діаграма SIR моделі

Динаміка розвитку епідемії, наприклад, грипу, часто набагато швидша, ніж динаміка народження і смерті населення, тому, в простих полігамних моделях життєвий цикл населення досить часто опускається. SIR модель без врахування життєвого циклу населення(народження і смерті, або інколи називають демографією) може бути описана наступною системою диференціальних рівнянь:
{\displaystyle {\frac {dS}{dt}}=-{\frac {\beta IS}{N}}},
{\displaystyle {\frac {dI}{dt}}={\frac {\beta IS}{N}}-\gamma I},
{\displaystyle {\frac {dR}{dt}}=\gamma I}.
Ця модель вперше була запропонована О. Кермаком та Андерсоном Греєм МакКендріком, особливий випадок якої називається теорією Кермака — МакКендріка.
Ця система є нелінійною й немає узагальненого аналітичного розв'язку. Проте, певні результати цієї моделі можуть бути отриманими аналітично.
По-перше, зауважимо, що:
{\displaystyle {\frac {dS}{dt}}+{\frac {dI}{dt}}+{\frac {dR}{dt}}=0},
звідси випливає, що:
{\displaystyle S(t)+I(t)+R(t)={\textrm {Constant}}=N},
де {\displaystyle N} — чисельність населення, яка вважається сталою. Слід зазначити, що вищенаведене співвідношення означає, що постає необхідність розв'язувати рівняння, для двох із трьох змінних.
По-друге, слід зазначити, що динаміка інфекційного захворювання залежить від наступного співвідношення:
{\displaystyle R_{0}={\frac {\beta }{\gamma }}},
тут {\displaystyle R_{0}} — коефіцієнт поширення інфекції. Це співвідношення показує число нових випадків поширення інфекції, де всі особи є сприйнятливими до захворювання. Ми зможемо краще зрозуміти цю ідею, якщо позначимо час контакту між особою й інфекцією {\displaystyle T_{c}=\beta ^{-1}}, та час одужання {\displaystyle T_{r}=\gamma ^{-1}}. Звідси випливає, що, в середньому, кількість контактів зараженої людини з іншими людьми, перш ніж вона одужає дорівнюватиме {\displaystyle T_{r}/T_{c}.}
Поділивши перше диференціальне рівняння на третє, відокремивши змінні та проінтегрувавши отримуємо:
{\displaystyle S(t)=S(0)e^{-R_{0}(R(t)-R(0))/N}},
де {\displaystyle S(0)} та {\displaystyle R(0)} початкові значення сприйнятливих до захворювання й тих, що одужали, осіб відповідно. Таким чином спрямувавши {\displaystyle t\rightarrow +\infty }, частка осіб, які одужали відповідатиме наступному рівнянню:
{\displaystyle R_{\infty }=N-S(0)e^{-R_{0}(R_{\infty }-R(0))/N}}.
Це рівняння показує, що в кінці епідемії, навіть якщо {\displaystyle S(0)=0}, не всі особи популяції одужали, тому повинно залишатись певне число осіб сприйнятливих до захворювання. Це означає, що кінець епідемії спричинений скороченням числа інфікованих людей, а не повною відсутністю сприйнятливих до захворювання осіб. Роль коефіцієнта поширення інфекції є надзвичайно важливою. Справді, переписавши рівняння зміни кількості інфікованих осіб наступним чином: 
{\displaystyle {\frac {dI}{dt}}=(R_{0}S/N-1)\gamma I},
отримуємо, якщо:
{\displaystyle R_{0}>{\frac {N}{S(0)}},}
тоді
{\displaystyle {\frac {dI}{dt}}(0)>0,}
тобто відбудеться спалах епідемії зі зростанням числа інфікованих осіб. І навпаки, якщо
{\displaystyle R_{0}<{\frac {N}{S(0)}},}
тоді
{\displaystyle {\frac {dI}{dt}}(0)<0,}
тобто, незалежно від початкової кількості сприйнятливих до захворювання осіб, хвороба ніколи не зможе спричинити спалах епідемії.

### Сила дії інфекції
Зверніть увагу, що наведена раніше функція:
{\displaystyle F=\beta I,}
яка моделює швидкість зміни сприйнятливих до захворювання осіб на інфікованих є силою дії інфекції. Однак для багатьох груп інфекційних захворювань, більш реалістично розглядати силу дії інфекції, яка залежить не від числа інфікованих осіб, а від частки цих осіб відносно всього населення:
{\displaystyle F=\beta {\frac {I}{N}}.}

### Аналітичний розв'язок для SIR моделі
У 2014 році Harko T. та ін. отримали точний аналітичний розв'язок SIR моделі. У моделі без врахування життєвого циклу населення, для {\displaystyle {\mathcal {S}}(u)=S(t)}, тобто забезпечується відповідність часовій параметризації
{\displaystyle {\mathcal {S}}(u)=S(0)u}
{\displaystyle {\mathcal {I}}(u)=N-R(0)+\rho \ln(u)-S(0)u}
{\displaystyle {\mathcal {R}}(u)=R(0)-\rho \ln(u)}
для {\displaystyle t=\int _{u}^{1}{\frac {N}{\beta s(N-R(0)+\rho \ln(s)-S(0)s)}}ds}, {\displaystyle \rho ={\frac {\gamma N}{\beta }}}, з початковими умовами {\displaystyle ({\mathcal {S}}(1),{\mathcal {I}}(1),{\mathcal {R}}(1))=(S(0),N-R(0)-S(0),R(0));} {\displaystyle u_{T}<u<1}, де {\displaystyle u_{T}} задовольняє {\displaystyle {\mathcal {I}}(u_{T})=0}. З рівняння, описаного вище, для {\displaystyle R_{\infty }} випливає що, {\displaystyle u_{T}=e^{-(R_{\infty }-R(0))/\rho }(=S_{\infty }/S(0)}, якщо {\displaystyle S(0)\neq 0)} та {\displaystyle I_{\infty }=0}.